# Felix Burmeister
Felix Burmeister (* 9. März 1990 in Würzburg) ist ein ehemaliger deutscher Fußballspieler.

## Werdegang
Felix Burmeister begann seine Karriere im Jahr 1995 beim SV Hambühren im Landkreis Celle und wechselte im Jahre 2007 in die A-Jugend von Hannover 96. Ein Jahr später stieg Burmeister in die zweite Herrenmannschaft auf, für die er von 2008 bis 2011 insgesamt 50 Regionalligaspiele absolvierte und dabei elf Tore erzielte. Zur Saison 2011/12 wechselte er zum Drittligisten Arminia Bielefeld.
Sein Debüt für Bielefeld in der 3. Liga gab er am 23. Juli 2011 beim Spiel gegen VfB Stuttgart II. Mit der Arminia stieg Burmeister im Jahre 2013 in die 2. Bundesliga auf und gewann darüber hinaus noch zweimal den Westfalenpokal. Nach dem Zweitligaaufstieg verlängerte Burmeister seinen Vertrag in Bielefeld bis zum 30. Juni 2014. In der 2. Bundesliga debütierte er am 11. August 2013 beim 1:0-Sieg gegen den FC St. Pauli. Am 12. Juni 2014 gab Arminia bekannt, dass der Vertrag mit Burmeister bis 2015 verlängert wurde. Am 9. April 2016 gelang Burmeister beim 4:1-Sieg von Arminia Bielefeld beim SV Sandhausen sein erstes Tor in der 2. Bundesliga.
Zum Ende der Saison 2015/16 verließ Burmeister die Arminia und schloss sich am 22. Juli 2016 dem ungarischen Profiteam Vasas Budapest unter dem deutschen Trainer Michael Oenning an. Mit Vasas erreichte er in seiner ersten Saison mit Rang drei einen Europapokalplatz, in der Saison 2017/18 stieg die Mannschaft als Tabellenletzter ab. Daraufhin wechselte Burmeister im Juli 2018 ablösefrei zum Drittligisten Eintracht Braunschweig. Nach drei Jahren lief sein Vertrag im Sommer 2021 aus und er beendete seine Karriere.

## Erfolge
- Aufstieg in die 2. Bundesliga 2013, 2015, 2020
- Westfalenpokalsieger 2012, 2013